# Doug Crane
Douglas P. Crane (Bronxville, 15 juni 1935 — Stuart, 17 december 2020) bekend onder zijn verkorte naam Doug Crane was een Amerikaans animator, striptekenaar en docent. Hij heeft geanimeerd voor onder andere: Terrytoons, Paramount, Hanna-Barbera, MTV, Filmation. Tevens heeft hij reclames voor Burger King, Exxon, en het soepmerk Campbell's geanimeerd. Het bekendst is hij van zijn animatiewerk voor: Challenge of the Super Friends, The Flintstones, De Smurfen, Spider-Man, Mighty Mouse en Beavis and Butt-head Do America.

## Biografie

### Jeugd en opleiding
Crane is geboren ten tijde van de crisisjaren op 15 juni 1935 in het dorpje Bronxville, in de Amerikaanse staat New York. Hij was een van acht kinderen. Zijn talent voor tekenen bleek toen hij als kind zich niet gehoord voelde en daarom cartoons van zichzelf tekende met tekstballonnen waarin hij zijn commentaar schreef. Crane's middelbare school was Eastchester High, van daaruit schreef hij zich in 1953 in voor een driejarige opleiding tot cartoonist aan de Cartoonists and Illustrators School in het New Yorkse stadsdeel Manhattan, tegenwoordig bekend als de School of Visual Arts. Crane bekostigde de opleiding, à $ 450 per jaar, door elke dag een schoolbus te besturen, van 06:20 tot 09:00, waardoor hij altijd een uur te laat was op school. Zijn docenten hadden begrip voor zijn situatie en hebben hem gedurende opleiding geholpen het dagelijks verloren uur in te kunnen halen. In mei 1956 behaalde Crane zijn certificaat om daarna te gaan solliciteren bij animatiestudio Terrytoons.

### Eerste werkdag en huwelijk
Tijdens zijn eerste werkdag in juni 1956, bij animatiestudio Terrytoons in New Rochelle, als kleurder op de inkt- en verfafdeling, ontmoette Crane zijn latere echtgenote Mary Ellen "Maureen" Hurley, die eveneens haar eerste werkdag had bij de studio. Maureen en Crane zijn traden in het huwelijk op 20 juni 1959.
| Op mijn eerste dag bij Terrytoons, na te zijn ingelicht over studioprocedures, protocollen, regels en voorschriften, etc. Werd mij een plek toegewezen in de "Bullpen" (Stierenkooi) — die lange rijen van zij aan zij zittende kleurders met een reeks aan verven, pennen, kwasten, waterpotten voor het wassen van kwasten, etc. Even later, werd een andere nieuweling naar een plek naast mij geëscorteerd. Een schattig grietje met een klein sproetenkoppie en lang rood haar en een grote glimlach, die zich introduceerde als Maureen. 'Als je hulp nodig hebt,' bood ik aan, 'schroom dan niet om het te vragen. Ik ben hier al even.' 'Dank je,' zei zij. 'Wanneer ben je begonnen?' Toen ik haar vertelde, 'vijftien minuten geleden,' brulde ze van het lachen. 20 juni dit jaar, hebben Maureen en ik onze 53e huwelijksdag gevierd. — Vertaald citaat uit een interview met Doug Crane (2012) |

### Dienstplicht en verdere carrière
In 1958 werd Crane opgeroepen voor zijn militaire dienstplicht in verband met de vele extra manschappen die door de Verenigde Staten naar Vietnam werden gestuurd tijdens de Vietnamoorlog. Terwijl hij diende in het leger illustreerde hij rekruteringspamfletten; creëerde en schilderde paradewagens voor de basis; bewegwijzering voor het militaire White Sands-testterrein in New Mexico; en hij creëerde een strip genaamd Tiptoe and Timber dat werd gepubliceerd in militaire nieuwsbladen. Na zijn dienstplicht ging Crane weer aan de slag bij Terrytoons en zijn carrière nam een vlucht. Hij ging projecten aan samen met een aantal bekende animators, zoals: Burne Hogarth, Preston Blair, Art Babbitt, Jimmy "Shamus" Culhane, Bill Hanna, Joe Oriolo, Bill Tytla, John Hubley, Grim Natwick, Jack Zander, Al Capp, Bob Blechman, Gene Deitch, Ernie Pintoff, Richard Williams en anderen.

### Doceren en extracurriculaire activiteiten
Crane doceerde een cursus striptekenen en animatietechnieken aan zijn voormalige middelbare school Eastchester High School. Tevens was hij vijftien jaar lang docent klassieke animatie aan de School of Visual Arts in New York; eveneens een voormalige school van Crane. Enige tijd is Crane de artist in residence geweest aan de Thornton-Donovan School in New Rochelle. Enige tijd heeft hij gediend als hulpagent in Westchester County; als groot-ridder van de religieuze groepering New Rochelle Knights of Columbus; en eenmalig in 1982 als de gemeentelijke kunstcommissaris voor het plannen en uitvoeren van de weekeindedurende 40e jubileumviering van Terrytoons.

### Overlijden
Crane is overleden op 17 december 2020, twee dagen na het overlijden van zijn echtgenote Maureen (geboren 1937), met wie hij 61 jaar lang was getrouwd. Crane liet zijn zeven kinderen, zijn vijftien kleinkinderen en twee achterkleinkinderen achter. Zijn zoon Douglas Jr. is reeds in 2018 overleden. Douglas P. Crane is 85 jaar oud geworden.